# چرخه ازون–اکسیژن
چرخهٔ ازون-اکسیژن به‌طور مداوم موجب بازسازی ازون در استراتوسفر زمین می‌شود و همهٔ پرتوهای فرابنفش به گرما تبدیل می‌شوند. طی این چرخه، مولکول اوزون با تابش خورشید به یک مولکول و یک اتم اکسیژن تبدیل می‌شود و مولکول و اتم اکسیژن با هم ترکیب می‌شوند و مولکول ازون ساخته می‌شود.